# Zilverbandbeukenmineermot
De zilverbandbeukenmineermot (Stigmella hemargyrella) is een vlinder uit de familie dwergmineermotten (Nepticulidae). 

## Taxonomie
De wetenschappelijke naam is voor het eerst geldig gepubliceerd in 1832 door Kollar.

## Kenmerken
De motten (imago) vliegen bivoltien van april tot mei en weer van juli tot augustus en kunnen rustend op stammen worden aangetroffen. De spanwijdte is 5-6 mm. De kop is licht okergeel. De antennen hebben witte oogkapjes. De voorvleugels zijn diep glanzend bronskleurig; een goudgetinte zilver-metallische, nauwelijks schuine band bevindt zich op 2/3 van de vleugel; het apicale gebied daarachter is donker paarsachtig-bruin; de franje rond de vleugelpunt is wit voorbij een zwartachtige mediane lijn. De achtervleugels zijn vrij donkergrijs.

## Mijn
Het ei kan aan weerszijden van het blad worden gelegd en de bleek geelwitte larve voedt zich, binnen een mijn op Fagus sylvatica en Fagus sylvatica orientalis. De mijn is een bochtige gang en in de beginfase relatief smal met een centrale lijn van donkere frass. Naarmate de larve groeit, wordt de mijn wijder en in het middengedeelte ligt de frass in een reeks bogen of kronkels. De mijn kan de nerf doorkruisen (vergelijk Stigmella tityrella die zelden de nerf doorkruist) en in de laatste stadia van de mijn is de frass meer onregelmatig en geconcentreerd in het midden van de gang.

## Verspreiding
De soort komt voor in Europa.